# Karen Witt
Karen Witt (* um 1962) ist eine englische Tischtennisspielerin mit einer aktiven Laufbahn in den 1970er und 1980er Jahren. Sie gewann 1983 die englische Meisterschaft sowie dreimal Gold bei den Commonwealth-Meisterschaften.

## Werdegang
Von 1977 bis 1985 wurde Karen Witt fünfmal für Weltmeisterschaften nominiert, 1983 kam sie im Teamwettbewerb auf Platz sieben. Bei den Commonwealth-Meisterschaften siegte sie 1977 im Doppel mit Melody Ludi sowie 1985 im Einzel und mit der Mannschaft.
1983 gewann sie die nationale Englische Meisterschaften im Einzel und im Doppel mit Jill Hammersley. Bereits 1978 hatte sie den Titel im Mixed mit Nigel Eckersley geholt.
Während ihrer gesamten Laufbahn wurde sie immer wieder durch Rückenprobleme beeinträchtigt. Daher beendete sie 1986 ihre Karriere und begann eine Ausbildung zur Krankenschwester.

## Turnierergebnisse
| Verband | Veranstaltung            | Jahr | Ort           | Land | Einzel     | Doppel    | Mixed     | Team |
| ------- | ------------------------ | ---- | ------------- | ---- | ---------- | --------- | --------- | ---- |
| ENG     | Commonwealth Meistersch. | 1985 | Douglas       | IMN  | Gold       |           |           | 1    |
| ENG     | Commonwealth Meistersch. | 1977 | St Peter Port | GGY  |            | Gold      |           |      |
| ENG     | EURO-TOP12               | 1984 | Bratislava    | TCH  | 12         |           |           |      |
| ENG     | Weltmeisterschaft        | 1985 | Göteborg      | SWE  | letzte 128 | Qual      | Qual      | 9    |
| ENG     | Weltmeisterschaft        | 1983 | Tokio         | JPN  | letzte 64  | letzte 64 | letzte 32 | 7    |
| ENG     | Weltmeisterschaft        | 1981 | Novi Sad      | YUG  | letzte 128 | Qual      | letzte 64 | 12   |
| ENG     | Weltmeisterschaft        | 1979 | Pyongyang     | PRK  | letzte 32  | letzte 32 | letzte 32 | 12   |
| ENG     | Weltmeisterschaft        | 1977 | Birmingham    | ENG  | Qual       | letzte 32 | letzte 64 |      |